# Vasilij Sjuksjin
Vasilij Makarovitj Sjuksjin (ryska: Василий Макарович Шукшин), född 25 juli 1929 i Srostki, Bijskij rajon, Altaj kraj, död 2 oktober 1974 i Kletskaja, Volgograd oblast, var en sovjetisk författare, skådespelare, manusförfattare och filmregissör.

## Biografi
Sjuksjin kom från en lantbrukarfamilj. Hans far, Makar Leontievitj Sjuksjin (1912–1933) arresterades och arkebuserades 1933 under Stalins kollektivisering. Modern, Maria Sergejevna, fick det mycket svårt men lyckades ta hand om Vasilij och hans syster och levde själv ända till 1979.
År 1943 gick Sjuksjin ut sjunde klass i byskolan i Srostki och började på det tekniska gymnasiet i Bijsk. Han tog inte examen därifrån utan började istället 1945 arbeta på en kolchos i Srostki. Men redan 1946 lämnade han sin hemby. Under åren 1947–1949 arbetade han som mekaniker på bland annat turbinfabriken i Kaluga och traktorfabriken i Vladimir.
År 1949 blev Sjuksjin inkallad till flottan. Först var han matros i Östersjöflottan, sedan telegrafist i Svartahavsflottan. 1953 blev han demobiliserad på grund av magsår och återvände till Srostki. Han tog då examen på distans och började arbeta som lärare i ryska språket och litteraturen i byskolan. En tid var han även rektor för skolan.
År 1954 antogs Sjuksjin på regissörslinjen vid filminstitutet VGIK i Moskva. Han tog examen 1960 men gjorde sin filmdebut redan 1956 i Sergej Gerasimovs film Stilla flyter Don där han hade en mycket liten roll som en matros. Medan han studerade på VGIK gjorde Sjuksjin också sin första huvudroll i Marlen Chutsievs film Два Фёдора, (Två Fjodor) och publicerade sin första novell, "Двое на телеге" ("Två i kärran") i tidskriften Smena. Till sin examensfilm ("Из Лебяжьего сообщают", "Från Lebjazje meddelas") skrev Sjuksjin själv manus, spelade huvudrollen och regisserade filmen.
Sjuksjins första bok, Сельские жители (Bybor) kom ut 1963 och samma år började han arbeta som regissör på Gorkij-filmstudion. 1964 regisserade han filmen Живёт такой парень (Zjivjot takoj paren, ungefär: Där bor en grabb) efter eget manus. Den blev mycket populär både bland publik och kritiker. 1965 började Sjuksjin skriva ett filmmanus om Stenka Razins kosackuppror på 1600-talet, men manuset godkändes inte. Sjuksjin omarbetade det senare till romanen Я пришёл дать вам волю, (Jag har kommit för att ge er frihet). Under många år ägnade sig Sjuksjin åt film och författarskap parallellt.
Åren 1973–1974 var bland de mest kreativa i Sjuksjins liv. Han regisserade Калина красная ("Olvon röd"), som visats i Sverige med titeln En kåkfarares öde. Filmen skildrade en före detta fånge på ett sätt som var helt nytt i Ryssland.  Under dessa år gav Sjuksjin ut en ny novellsamling, Характеры (Karaktärer), hans pjäs Энергичные люди (Energiska människor) spelades på Tovstonogov-teatern, och Sjuksjin fick en roll i Sergej Bondartjuks nya film. Men hans magsårsproblem fanns kvar och förvärrades av hans alkoholmissbruk.
Den 2 oktober 1974 avled Sjuksjin under filmningen av Они сражались за Родину (De kämpade för sitt land). Han begravdes på Novodevitjekyrkogården i Moskva.

## Tematik
Huvudpersonerna i Sjuksjins böcker och filmer är människor från ryska landsbygden med vanliga yrken men originella karaktärer. Några av hans hjältar kan man kalla original, till exempel i novellen "Mikroskopet". Andra genomlever svåra påfrestningar, som huvudpersonen i filmen En kåkfarares öde. I Sjuksjins verk skildras ryskt byliv på ett lakoniskt och exakt sätt, talspråket återges skickligt och det finns många träffande detaljer ur vardagslivet, samtidigt som berättelserna ofta berör stora moraliska problem.

## Filmografi i urval
- 1964 – Zjivjot takoj paren (manus och regi)
- 1967 – Kommissarien[a] (roll)
- 1969 – Egendomliga människor (regi)
- 1970 – Pansarslaget (roll)
- 1974 – En kåkfarares öde (manus, regi och roll)
- 1974 – Zemljaki (manus)
- 1975 – De kämpade för sitt land (roll)
- 1976 – Får jag be om ordet (roll)

## Verk översatta till svenska
- På landet ska jag bo, men var? : femton noveller övers. av Staffan Skott (1978) (Libris 7420590)